# Las Carolinas

Los actuales estados de Carolina del Norte y Carolina del Sur sombreados en verde que conforman la región de Las Carolinas.

Las Carolinas (en inglés The Carolinas) es el nombre genérico para referirse en conjunto a los estados de Carolina del Norte y de Carolina del Sur en los Estados Unidos. El uso principal de este término suele encontrarse en referencias hechas a estos estados en descripciones, relatos y estudios respecto a la guerra civil estadounidense, donde ambos estados abrazaron la causa confederada.
En las Carolinas desembarcó en 1522 el explorador español Francisco Gordillo.
Las Carolinas fueron conocidas como la Provincia de Carolina durante el periodo colonial estadounidense, de 1663 a 1710. Con anterioridad estas tierras estaban consideradas parte de la Colonia de Virginia, entre 1609 y 1663. La Provincia de Carolina recibió su nombre en honor de Carlos I de Inglaterra.